# Léon Lemonnier
Léon Lemonnier, né à Rouen le 11 juillet 1890 et mort à Paris 16e le 21 mai 1953 est un écrivain, critique littéraire et biographe français. Il a aussi publié sous le pseudonyme de Jean Louvre.

## Publications
- La Maîtresse au cœur simple, Flammarion, 1924
- L'Amour et les Soupçons, 1928
- Manifeste du populisme, L'Œuvre, 1929
- Enquêtes sur Baudelaire, 1929
- La vie d'Oscar Wilde, Éditions de la Nouvelle Revue Critique, 1931
- Edgar Poe et les poètes français, Éditions de la Nouvelle Revue Critique, 1932
- L'Amour interdit, Ferenczi et fils, 1934
- Saint-Georges de Bouhélier, 1938
- Kipling, chantre de l'impérialisme britannique, Jules Tallandier, 1939
- Le Capitaine Cook et l'exploration de l'Océanie, NRF Gallimard, coll. La Découverte du Monde, 1940

- Prix Montyon 1941 de l’Académie française
- Cavelier de La Salle et l'exploration du Mississippi, NRF Gallimard, coll. La Découverte du Monde, 1942
- La Guerre de sécession, Gallimard, 1942

- Prix Thérouanne 1944 de l’Académie française
- Les Poètes romantiques anglais, Le Livre de l'Étudiant, coll. dir. par Paul Hazard, 1943

- Prix d’Académie 1944 de l’Académie française
- Shakespeare. Jules Tallandier, 1943
- Histoire du Far-West. La ruée vers l'or en Californie, NRF Gallimard, 1944
- Corneille, Jules Tallandier, 1945
- L'Or espagnol-Récit d'aventures, 1946
- Dickens, Albin Michel, 1946

- Prix Guizot 1947 de l’Académie française
- Mark Twain, Librairie Arthème Fayard, 1946
- Cromwell, Jules Tallandier, 1946
- Kitchener, Maréchal de l'Empire Britannique, Librairie Hachette, 1946
- Élizabeth d'Angleterre. La reine vierge ?, Librairie Hachette, 1947
- Histoire du Far-West. Les Mormons. NRF Gallimard, 1948
- La Guerre indienne et la formation des premiers états de l'ouest, 1760-1783, NRF Gallimard, 1952
- Histoire des États-Unis. La Formation des États-Unis, 1497-1765, NRF Gallimard
- Histoire des États-Unis. La Guerre de Sécession, NRF Gallimard
- Histoire du Canada Français, Librairie Hachette, 1949
- La Vie quotidienne en Angleterre sous Elizabeth, Librairie Hachette, 1952
- Édouard VII, l'entente cordiale

### Articles de presse
- « Winston Churchill », Revue des Deux Mondes, mai 1940, p. 107-121[3]
- « Émile Zola », hebdomadaire Monde, 1929[4]
- « Du nouveau sur Shakespeare », Nouvelle Revue Française, no 344, 1942[5]